# Rockhampton
Rockhampton ist eine mittelgroße Stadt in Queensland, Australien. Sie hat eine Fläche von 95 km² und rund 80.000 Einwohner. Sie ist der Sitz des gleichnamigen lokalen Verwaltungsgebiets (LGA) Rockhampton Regional Council.

## Lage
Rockhampton liegt in Zentral-Queensland in Australien, am Wendekreis des Steinbocks, rund 40 Kilometer landeinwärts vom Pazifischen Ozean, an den Ufern des Fitzroy River, dem größten Fluss in Queensland. Rockhampton ist umgeben von den Berserker Ranges und Mount Archer (607 Meter) und liegt rund 640 Kilometer nördlich von Brisbane, der Hauptstadt Queenslands.

## Bevölkerung
In der Region Rockhampton (Rockhampton, Fitzroy, Livingstone und Mount Morgan Shires) leben rund 120.000 Menschen. Rockhampton selbst hatte 2021 63.151 Einwohner. Davon wurden 82 % in Australien geboren. Die größte Gruppen an Einwanderern machen mit 1,4 % Menschen von den Philippinen gefolgt von Personen aus Neuseeland mit 1,3 % aus. Die drittmeisten Einwanderer wurden in England geboren.

## Geschichte
Rockhampton wurde 1855 gegründet. Die Felsen im Fluss führten zum Namen Rockhampton. Die Stadtrechte bekam Rockhampton im Jahr 1902. Viele der historischen Gebäude in der Stadt sind heute von The National Trust and the Heritage Commission als Baudenkmäler geführt. Die Listung der Quay Street als eine „historische Straßenansicht“ ist in ganz Australien einmalig.

### Überschwemmung 2011
Die relativ niedrige Lage am Flussufer hat Ende 2010/Anfang 2011 zu Überschwemmungen geführt, die nahezu den gesamten Stadtbereich überfluteten. Einige Tage lang konnte die Stadt nur mit Hubschraubern erreicht werden, weil sämtliche Fernstraßen überschwemmt waren und auch der Flughafen betroffen war. Am 14. Januar wurde bekannt, dass in Queensland zahlreiche Todesopfer zu beklagen sind und Personen vermisst werden, dass man sie vermutlich nicht mehr finden wird, da die Flussstrecke mehr als 200 Kilometer lang ist und sich über riesige Überflutungsflächen erstreckt. Bei den Überschwemmungen in Queensland 2010/11 wurde eine Fläche bedeckt, die so groß wie Deutschland und Frankreich zusammen ist.

## Wirtschaft
Die Wirtschaft der Stadt ist geprägt von der Rinderzucht und trägt daher auch den Titel der Beef-Hauptstadt von Queensland. Am Rand der Stadt liegt der Flughafen Rockhampton, von dem Flüge zu anderen Städten an der Ostküste angeboten werden.

## Söhne und Töchter der Stadt
- Alma Moodie (1898–1943), Geigerin
- Raymond Conway Benjamin (1925–2016), Bischof von Townsville
- Helga Lewandowsky (1930–2025), deutsche Politikerin (SPD)
- Maureen Watson (1931–2009), Aktivistin, Sängerin, Schauspielerin und Autorin
- Mary Schneider (* 1932), Sängerin
- Rod Laver (* 1938), Tennisspieler
- Kevin Johnson (* 1942), Sänger
- Grant McLennan (1958–2006), Independent-Musiker, Gründungsmitglied der Go-Betweens
- Glen Chadwick (* 1976), Radrennfahrer
- Nikki Hudson (* 1976), Hockeyspielerin
- Jamie Dwyer (* 1979), Hockeyspieler
- Cameron Jennings (* 1979), Radrennfahrer
- Joshua Rose (* 1981), Fußballspieler
- Amy Hetzel (* 1983), Wasserballspielerin
- Mark Knowles (* 1984), Hockeyspieler
- Ella Connolly (* 2000), Sprinterin
- Patrick Harper (* 2000), Tennisspieler

## Klimatabelle
|                       | Jan  | Feb  | Mär  | Apr  | Mai  | Jun  | Jul  | Aug  | Sep  | Okt  | Nov  | Dez  |   |      |
| Mittl. Tagesmax. (°C) | 31,8 | 31,3 | 30,3 | 28,6 | 25,9 | 23,3 | 22,9 | 24,5 | 27,1 | 29,4 | 31,0 | 31,9 | ⌀ | 28,2 |
| Mittl. Tagesmin. (°C) | 22,1 | 22,0 | 20,8 | 18,1 | 14,6 | 10,8 | 9,4  | 10,9 | 13,6 | 17,2 | 19,7 | 21,3 | ⌀ | 16,7 |
|                       |      |      |      |      |      |      |      |      |      |      |      |      |   |      |
| Niederschlag (mm)     | 124  | 120  | 109  | 51   | 59   | 35   | 32   | 30   | 27   | 47   | 78   | 125  | Σ | 837  |
|                       |      |      |      |      |      |      |      |      |      |      |      |      |   |      |
| Regentage (d)         | 9    | 11   | 9    | 6    | 5    | 4    | 5    | 3    | 2    | 5    | 6    | 7    | Σ | 72   |
|                       |      |      |      |      |      |      |      |      |      |      |      |      |   |      |
| Luftfeuchtigkeit (%)  | 71   | 73   | 72   | 70   | 70   | 69   | 67   | 65   | 64   | 65   | 66   | 68   | ⌀ | 68,3 |

| 22,1 |

| 22,0 |

| 20,8 |

| 18,1 |

| 14,6 |

| 10,8 |

| 9,4 |

| 10,9 |

| 13,6 |

| 17,2 |

| 19,7 |

| 21,3 |

| 22,1 |

| 22,0 |

| 20,8 |

| 18,1 |

| 14,6 |

| 10,8 |

| 9,4 |

| 10,9 |

| 13,6 |

| 17,2 |

| 19,7 |

| 21,3 |